# Häggvik
Häggvik est une communauté urbaine de la ville de Stockholm, dans la province historique de l'Uppland, en Suède.